# Дорога на... (фільм)
«Дорога на...» — кінофільм режисера Таїсії Ігуменцевої, що вийшов на екрани в 2011.

## Зміст
Короткометражний фільм, що отримав престижні кінонагороди. Звичайний хлопець виявляється ввечері в одному з тьмяних і безликих спальних районів. Там з ним трапляється неприємність, після якої він потрапляє в квартиру з простими обивателями, які не позбавлені дивацтв. А далі сюжет починає розвиватися досить непередбачувано ...

## Ролі
| Актор                 | Роль |
| --------------------- | ---- |
| Сергій Аброскин       | -    |
| Анна Рудь             | -    |
| Сергій Подколзин      | -    |
| Володимир Гориславець | -    |

## Знімальна група
- Режисер — Таїсія Ігуменцева
- Сценарист — Олександра Головіна, Таїсія Ігуменцева
- Продюсер — Олексій Учитель
- Композитор — Дмитро Комісарів, Дмитро Лисиця, Тимур Максимов